# Abthugni
Koordinaten: 36° 12′ N, 10° 1′ O
Abthugni war eine antike Stadt in Nordafrika beim heutigen Suwar (Hr. Es-Souar) in Tunesien. Sie gehörte in römischer Zeit zur Provinz Africa, nach deren Aufteilung zur Byzacena. Der römische Konsular (ehemaliger Konsul) Gaius Rutilius Gallicus ließ unter Vespasian in der Nähe von Abthugni Vermessungsarbeiten durchführen. Seit Hadrian war Abthugni Municipium. In der Spätantike war es Sitz eines Bischofs; auf das Bistum geht das Titularbistum Abthugni der römisch-katholischen Kirche zurück.
Es sind einige Ruinen der Stadt erhalten, darunter mehrere Tempel, Thermen und Gräber. Nach Ausweis der Inschriften wurden im 4. Jahrhundert zur Zeit des Kaisers Valens einige der öffentlichen Bauten wiederhergestellt.

## Inschriften
- L’Année épigraphique 1991, 1641–1644, 1655
- Corpus Inscriptionum Latinarum 8, 928–935, 11210, 23084–23094
- Inscriptions latines d'Afrique (Tripolitaine, Tunisie, Maroc). Paris 1923, 72–76
- Supplementum epigraphicum Graecum 9, 863.